# Techniekgeschiedenis
Techniekgeschiedenis is het vakgebied dat de ontwikkeling van de techniek bestudeert. De discipline is ontstaan in Duitsland en de Verenigde Staten en heeft zich in Nederland vanaf de jaren zeventig ontwikkeld tot een aparte tak van de geschiedwetenschap. Dit vakgebied bevindt zich op het snijvlak van de alfa- en bètawetenschappen. Het grenst aan de bedrijfsgeschiedenis, de wetenschapsgeschiedenis, en de sociaal-economische geschiedenis.
De term "techniekgeschiedenis" kan ook duiden op de geschiedenis van de technologie, de feitelijke ontwikkeling van technische artefacten.

## Onderzoek
In Nederland wordt techniek-historisch onderzoek verricht aan de technische universiteiten van Eindhoven, Delft en Twente. Aan andere universiteiten worden deel- of aanverwante gebieden bestudeerd, zoals medische geschiedenis (Vrije Universiteit Amsterdam), computergeschiedenis en waterstaatsgeschiedenis (Universiteit van Amsterdam), milieu-en landbouwgeschiedenis (Wageningen Universiteit) en wetenschapsgeschiedenis (Universiteit Utrecht, Rijksuniversiteit Groningen, Universiteit Maastricht).

## Geschiedenis

### Tot circa 1970
Vóór de Tweede Wereldoorlog lag de nadruk van het Nederlandse geschiedschrijven met betrekking tot techniek op de vroegmoderne tijd. Van de zestiende tot en met de (vroege) achttiende eeuw was Nederland internationaal technisch-innovatief. Latere historici onderzochten de ontwikkeling van technische artefacten uit die periode. Sommigen zagen een verband tussen techniekontwikkeling en de Nederlandse Gouden Eeuw.
Bij de bestudering van de negentiende eeuw, toen Nederland niet langer als technisch-innovatief werd gezien, toonde de economisch-historische gemeenschap weinig aandacht voor de ontwikkeling van de techniek. Belangstelling was er wel van ingenieurs met een historische interesse. Hun techniekgeschiedenissen waren meestal echter sterk internalistisch. Een uitzondering hierop vormde  Robert Forbes. Deze scheikundig ingenieur was de belangrijkste Nederlandse techniekhistoricus in deze periode en werd in 1947 aan de Universiteit van Amsterdam benoemd tot bijzonder hoogleraar in de geschiedenis van de natuurwetenschappen en techniek. Hij had aandacht voor de wisselwerking tussen techniek, wetenschap en samenleving. In 1950 verscheen zijn boek Man the maker (New York 1950) dat twee jaar later in Nederland uitkwam als De mens bouwt zich een wereld. Vijfduizend jaar techniek (Amsterdam 1952).

### Jaren zeventig
Begin jaren zeventig kwam techniek maatschappelijk ter discussie te staan. Als onderdeel van het debat over de gevolgen van technologie en de sturing van technisch onderzoek, bestudeerden geëngageerde, veelal jonge en techniek-kritische wetenschappers de historische ontwikkeling van techniek. Tegenover deze techniek-kritische stroming stond een meer techniek-positieve benadering. Die werd vooral uitgedragen door ingenieurs die in de techniekgeschiedenis juist een bondgenoot zagen voor hun streven technologische ontwikkeling te ontdoen van een kil en autonoom imago. De techniek-kritische groep kreeg academische erkenning toen begin jaren zeventig aan de toenmalige Technische Hogeschool Twente een lectoraat ‘Historische aspecten van Techniek en Maatschappij’ werd ingesteld. Van hieruit werd in 1974 het initiatief genomen tot de oprichting van de Landelijke Werkgroep Geschiedenis van de Techniek.
Twee jaar later werd aan de Universiteit van Leiden de Werkgroep Techniek, Technologie en Samenleving opgericht.

### Jaren tachtig en negentig
Op initiatief van beide werkgroepen kwamen twee leerboeken tot stand: E.J. Fischer (red.), Geschiedenis van de Techniek. Inleiding, overzicht en thema’s (Den Haag 1980), en M. Pieterson (red.), Het technisch labyrint. Een maatschappijgeschiedenis van drie industriële revoluties (Amsterdam 1981). De landelijke werkgroep richtte in 1984 het tijdschrift Jaarboek voor de Geschiedenis van Bedrijf en Techniek op. Vanaf 1993 ging dit op in het nieuwe NEHA-jaarboek voor economische, bedrijfs- en techniekgeschiedenis.
Het Koninklijk Instituut van Ingenieurs (KIvI) riep in 1980 de Afdeling Geschiedenis der Techniek in het leven.
In 1988 werd de Stichting Historie der Techniek (SHT) opgericht door de ingenieursverenigingen KIvI en NIRIA en de technische universiteiten. De scherpe scheiding tussen de techniek-kritische wetenschappers en de meer positieve benadering van de techniek was weggeëbd. Onderzoekers, werkzaam aan Nederlandse universiteiten en ingenieurs, werkten samen om de ontwikkeling van Nederland na 1800 te herschrijven vanuit techniek-historisch perspectief. Hun onderzoek resulteerde in de overzichtswerken Geschiedenis van de Techniek in Nederland in de negentiende eeuw (zes delen, bekend als TIN-19) en Techniek in Nederland in de twintigste eeuw (zeven delen, TIN-20). Laatstgenoemde serie werd onder alle Nederlandse middelbare scholen verspreid en is inmiddels ook digitaal beschikbaar
Eind 20e eeuw werd vanuit Nederland het initiatief genomen voor de totstandkoming van een Europees techniekhistorisch netwerk. Dit leidde tot de oprichting van Tensions of Europe: een techniekhistorisch onderzoeksplatform dat internationale uitwisseling van kennis en onderzoekers stimuleert.

## Nederlandse techniekhistorische tijdschriften
- Jaarboek voor de geschiedenis van bedrijf en techniek (1984-1993)
- Erfgoed van Industrie en Techniek. Vlaams-Nederlands tijdschrift voor industriecultuur (1992-)
- NEHA-Jaarboek voor economische, bedrijfs- en techniekgeschiedenis (1994-2003)
- Gewina. Tijdschrift voor de geschiedenis der geneeskunde, natuurwetenschappen, wiskunde en techniek (1978-2007)
- Studium. Tijdschrift voor de geschiedenis der geneeskunde, natuurwetenschappen, wiskunde en techniek (2008-) (Belgisch-Nederlands)